# Degenia velebitica
Degenia velebitica là một loài thực vật có hoa trong họ Cải. Loài này được (Degen) Hayek mô tả khoa học đầu tiên năm 1910.